# Курокша
Курокша — деревня в Псковском районе Псковской области. Входит в состав Серёдкинской волости. 
Расположена на полуострове Мтеж, отделяющим Тёплое и Псковское озёра, в 93 км к северо-западу от Пскова и в 40 км к западу от села Серёдка. Севернее находится деревня Осатно, южнее — деревня Мтеж.
Численность населения деревни Курокша по состоянию на 2000 год составляла 11 человек.
До 28 февраля 2005 года деревня входила в состав ныне упразднённой Теребищенской волости.

## Топографические карты
- Лист карты O-35-XVI Пылва. Масштаб: 1 : 200 000. Издание 1980 г.